# Tenero-Contra
Tenero-Contra is een gemeente en plaats in het Zwitserse kanton Ticino, en maakt deel uit van het district Locarno.
Tenero-Contra telt 2414 inwoners.